# Économie de la Haute-Normandie

## Statistiques
- PIB en 2010 : 46 096 millions d'euros[1].
- PIB par habitant en 2010 : 25 168 €[1].
- Taux de chômage : 10,5 % (décembre 2003)[2]
- 60 % de la production française des lubrifiants
- 50 % des plastiques, 30 % des voitures
- la 4e région française pour le commerce extérieur
- la 1re région pour la production de lin
- la 1re région pour le trafic portuaire en France[3]
- la 6e région pour la recherche

## Par secteur d'activité
Structure du PIB en 2003, en pourcentage de la population active :
- primaire : 2,4 %
- secondaire : 46,1 %
- tertiaire : 51,6 %

### Secteur primaire
L'agriculture de la Haute-Normandie est diversifiée : le sud-est constitue le prolongement du plateau céréalier de la Beauce. Les champs sont ouverts (openfield) et spécialisés dans la céréaliculture. Le Pays de Bray pratique l'élevage bovin, alors que le Pays de Caux est tourné vers la polyculture : betteraves, céréales, lin, colza occupent des champs de dimensions réduites à côté de prairies parcourues par les vaches laitières. Les grandes forêts se trouvent dans la vallée de la Seine.

### Secteur secondaire
- Histoire : aux XVIIIe et XIXe siècles se développent les filatures de coton et la métallurgie, grâce à des capitaux extérieurs.
- Au XXe siècle, la région de la Basse-Seine accueille des usines chimiques, des raffineries et des usines automobiles. Le premier employeur industriel (6 000 salariés en 2003) de la région havraise est la régie Renault sur la commune de Sandouville. La région havraise concentre plus du tiers de la capacité française de raffinage. Elle assure environ 50 % de la production de plastiques de base et 80 % des additifs et des huiles ; plus de 3 500 chercheurs y travaillent en laboratoires privés et publiques. Les grandes firmes multinationales de l'industrie chimique sont présentes en Basse-Seine. Dans l'agglomération havraise, elles se situent essentiellement sur la commune de Gonfreville L'Orcher : ExxonMobil, Total, Esso, Hoechst, Chevron Oronite SA ; mais aussi à Sandouville tel Goodyear chemicals Europe. Avec la crise des années 1970 et les délocalisations, l'industrie a perdu des emplois en Haute-Normandie, en particulier dans la construction navale (fermeture des ACH en 1999) et dans le textile (usine Desgenétais de Bolbec, manufactures Delarue, Clarenson et Charles Houiller à Elbeuf).
- Centrales nucléaires : Penly et Paluel
- Spécialisation industrielle : pétrole, chimie, industries pharmaceutiques, parachimie, fibres synthétiques, industrie du verre, papier, automobile, matériel électrique et électronique.
- Une soixantaine d'installations industrielles à risque.

### Secteur tertiaire
- La proximité de l'Île-de-France limite le développement du secteur tertiaire (en particulier le tertiaire supérieur), malgré les tentatives de décentralisation. Ainsi, les universités haut-normandes sont relativement récentes (Rouen en 1964, Le Havre en 1984).
- Néanmoins, on peut noter la présence à Rouen de grands sièges sociaux tels que ceux de la Matmut ou encore de Ferrero France.

## Les principales entreprises installées en Haute-Normandie

### Rouen (la crea)
- Usine Renault de Cléon
- Autoliv à Saint-Étienne-du-Rouvray
- Safran à Saint-Étienne-du-Rouvray
- Astera (pharmacie)
- Sanofi Aventis (pharmacie) au Trait et à Saint-Aubin-lès-Elbeuf
- Ferrero-France (alimentation)
- Zodiac (aéronautique) à Caudebec-lès-Elbeuf
- E & S Chimie - Ecogreen à Saint-Pierre-lès-Elbeuf
- Raffinerie de Petit-Couronne Petroplus
- Lubrizol France (chimie)
- GPN au Grand-Quevilly
- Coopérateurs de Normandie-Picardie (supermarchés)
- Mutant Distribution (distribution)
- Cap Seine (alimentation)
- Carrier Transicold à Franqueville-Saint-Pierre
- Segafredo Zanetti Expresso France (restauration) à Sotteville-lès-Rouen

### Évreux
- GlaxoSmithKline (pharmacie) à Évreux
- Éditions Atlas (édition) à Évreux
- Hérissey (imprimerie) à Évreux

### Eure
- Sanofi Pasteur (pharmacie) à Val-de-Reuil
- DGA Techniques hydrodynamiques à Val-de-Reuil
- Snecma (aéronautique) à Vernon
- EADS à Val-de-Reuil
- Peguform France (Cadence innovation) (plastiques) à  Saint-Marcel près de Vernon
- Valois (plastiques)
- Bayer élastomère (pneumatiques)
- Saveurs de France Brossard (alimentation), au Neubourg
- Centre technique Renault au Val d'Hazey
- Novelis Foil France à Rugles (métallurgie)
- Holophane aux Andelys
- Syngenta à Saint-Pierre-la-Garenne
- Nufarm à Gaillon
- Milton Roy à Pont-Saint-Pierre

### Le Havre
- Delmas (transports) au Havre
- SAFRAN Nacelles (aéronautique) à Gonfreville l'Orcher
- Sidel (équipement) à Octeville-sur-Mer
- Dresser-Rand (équipement) au Havre
- Renault Sandouville

### Dieppe
- Davigel (alimentation) Dieppe Offranville
- Nestlé (nescafé, ricoré) agroalimentaire (Dieppe)
- Alpine (Automobile) Dieppe

### Seine-Maritime
- Autoliv à Gournay-en-Bray
- REVIMA (aéronautique) à Caudebec-en-Caux
- EADS à Caudebec-en-Caux
- Thales à Ymare
- Devaux (travaux)
- ExxonMobil à Notre-Dame-de-Gravenchon et Lillebonne
- Brenntag à Montville
- CIC Banque CIN (banque) anciennement à Rouen où est installé aujourd'hui un hôtel 4 étoiles (hôtel de Bourgtheroulde)